# Vadodara
Vadodara o Baroda es una ciudad del suroeste del estado de Guyarat del centro oeste de la India; cuenta con una población de 1 306 035 de habitantes (2001).
Fue conocida por muchos y diferentes nombres antes de recibir el actual en 1971. El primer antecedente de la ciudad data de una carta real del año 812. Estuvo bajo el control de varios tipos de gobierno entre los cuales se pueden mencionar al sultanato musulmán de Delhi y el Imperio mogol.
Produce variada mercancía como textiles de algodón, productos químicos, maquinaria y mobiliario.